# Ivan Stepanovich Isakov
Ivan Stepanovich Isakov (tiếng Armenia: Հովհաննես Իսակով, tiếng Nga: Иван Степанович Исаков; 22 tháng 8 [lịch cũ 10 tháng 8] năm 1894 - 11 tháng 10 năm 1967) là một sĩ quan hải quân Liên Xô người Armenia, Tham mưu trưởng Hải quân, Thứ trưởng Hải quân Liên Xô, Đô đốc Hạm đội Liên Xô. Ông đóng một vai trò quan trọng trong việc định hình Hải quân Liên Xô, đặc biệt là các hạm đội tàu Hạm đội Biển Đen và Hạm đội Baltic trong Thế chiến thứ hai. Ngoài sự nghiệp quân sự, Isakov trở thành thành viên và nhà văn của ủy ban hải dương học của Viện hàn lâm Khoa học Liên Xô năm 1958 và năm 1967, trở thành thành viên danh dự của Viện Hàn lâm Khoa học Cộng hòa Xã hội chủ nghĩa Xô viết Armenia.

## Thiếu thời
Nguyên tên ông là Hovhannes Ter-Isahakyan, sinh ra trong gia đình một công nhân đường sắt người Armenia ở làng Hadjikend ở Kars Oblast, sau là một phần của Đế quốc Nga (nay là Kars vilayet của Thổ Nhĩ Kỳ). Cha ông mất sớm ngay sau khi ông được sinh ra, do đó, ông cùng 2 người anh được mẹ và người chú nuôi lớn. Tuy là một kỹ sư kỹ thuật, nhưng chú ông lại rất yêu thích hải quân, từ đó có ảnh hưởng đến sự nghiệp của Isakov sau này. Gia đình ông sau đó chuyển đến Tiflis, nơi ông học toán và kỹ thuật tại trường trung học Realschule địa phương. Isakov tốt nghiệp tại đây từ năm 1913.

## Binh nghiệp
Năm 1917, Isakov chuyển đến Petrograd, gia nhập Trường Vệ binh Hải quân của Hải quân Đế quốc Nga và tốt nghiệp hạ sĩ trung cấp vào tháng 3 năm đó. Ông từng tham chiến chống lại người Đức ở quần đảo Tây Estonia (quần đảo Moonsund). Thời gian này, ông cũng Nga hóa tên gốc của mình thành tên thường dùng như ngày nay.
Ông tiếp tục phục vụ sau Cách mạng Tháng Mười ở hạm đội Biển Baltic với tư cách là một sĩ quan ngư lôi, nơi ông phục vụ trên một số tàu chiến, bao gồm Izyaslav, Riga, Kobchik và Korshun. Năm 1918, ông tham gia một số trận chiến chống lại Hải quân Đế quốc Đức cho đến khi Hòa ước Brest-Litovsk được ký, chấm dứt cuộc chiến giữa Nga và Đức. Tháng 3 năm 1918, Isakov tham gia hành trình phá băng của Hạm đội Baltic, từ căn cứ hải quân ở Helsingfors nơi tàu chiến và tàu phá băng của Nga được chuyển từ Baltic đến căn cứ hải quân ở Kronstadt gần Petrograd. Isakov sau đó phục vụ ở Hạm đội Caspi, trở lại Hạm đội Baltic vào năm 1920 và sau đó phục vụ ở Hạm đội Biển Đen cho đến giữa thập niên 1920.
Năm 1920, Isakov được chuyển đến tàu khu trục Deyatelni, làm nhiệm vụ tuần tra từ sông Volga xuống biển Caspi và sau đó pháo kích các vị trí của lực lượng can thiệp Đồng minh vào giữa Nội chiến Nga. Ông trở thành chỉ huy khẩu đội pháo của khu trục hạm Izyaslav năm 1921. Từ năm 1922 đến 1927, ông phục vụ như một sĩ quan tham mưu trong lực lượng hải quân trong Hạm đội Biển Đen. Năm 1928, Isakov hoàn thành các khóa học tại Học viện Hải quân ở Leningrad và từ năm 1930, ông là Tham mưu trưởng Hạm đội Baltic.
Năm 1932, Isakov trở thành giáo sư và trưởng phòng nghệ thuật hải quân của Học viện Quân sự Hải quân Liên Xô và giảng dạy như một giáo sư trong 5 năm cho đến khi ông được thăng chức chỉ huy Hạm đội Baltic. Từ 1938 đến 1939, ông lãnh đạo Học viện Hải quân. Isakov được bổ nhiệm làm Phó ủy viên nhân dân Hải quân, và năm 1939, ông dẫn đầu một phái đoàn hải quân đến Hoa Kỳ với mục tiêu mua tàu chiến mới. Ông đã gặp Bộ trưởng Hải quân Hoa Kỳ, nhưng phái đoàn đã trắng tay vì Mỹ không sẵn lòng viện trợ cho Liên Xô. Isakov đã từ bỏ việc giảng dạy với sự khởi đầu của Chiến tranh Mùa đông và bắt đầu phục vụ tích cực; ông điều phối không chỉ sự di chuyển của các tàu chiến hải quân ở biển Baltic mà còn cả lực lượng mặt đất của Hồng quân trong cuộc chiến của Liên Xô chống Phần Lan.

### Chiến tranh Vệ quốc vĩ đại
Với cuộc xâm lược của Đức vào Liên Xô năm 1941, nhân lực của Hải quân Liên Xô đã giảm mạnh vì nhu cầu nhân sự cho các cuộc chiến trên bộ để ngăn chặn đà tiến vũ bảo của quân Đức. Tuy nhiên, Isakov vẫn được giữ lại tạm thời phục vụ trong Hạm đội Cờ đỏ Phương Bắc của Liên Xô cho đến năm 1942 khi ông trở thành một chỉ huy ở Phương diện quân Bắc Kavkaz, nơi các lực lượng Đức đang cố gắng xâm nhập các mỏ dầu của thành phố Baku. Ông chịu trách nhiệm cho cuộc đổ bộ hải quân thành công của lực lượng Liên Xô trên bán đảo Kerch (Chiến dịch Kerch-Eltigen). Ngày 4 tháng 10 năm 1942, Isakov bị thương trong một cuộc không kích của quân Đức ở Tuapse, bị cắt cụt chân, và trong suốt thời gian còn lại của cuộc chiến phải dưỡng thương trong một bệnh viện dã chiến. Sau chiến thắng, trong một bữa tiệc mừng cho Bộ Chính trị và các nguyên soái vào ngày 24 tháng 5 năm 1945, Stalin đã đi bộ đến bàn của ông để nâng ly chúc mừng.
Sau chiến tranh, Isakov vẫn tiếp tục phục vụ trong lực lượng Hải quân Liên Xô. Từ năm 1946 đến 1947, ông là Tham mưu trưởng Bộ Tổng tham mưu Hải quân. Năm 1947 đến 1950, ông là Phó tổng Tư lệnh Hải quân. Năm 1950 đến 1956, ông là Thứ trưởng Hải quân. Tháng 3 năm 1955, Isakov được thăng cấp Đô đốc Hải quân Liên Xô. Ông là một trong ba người từng giữ cấp bậc này.

### Công tác học thuật

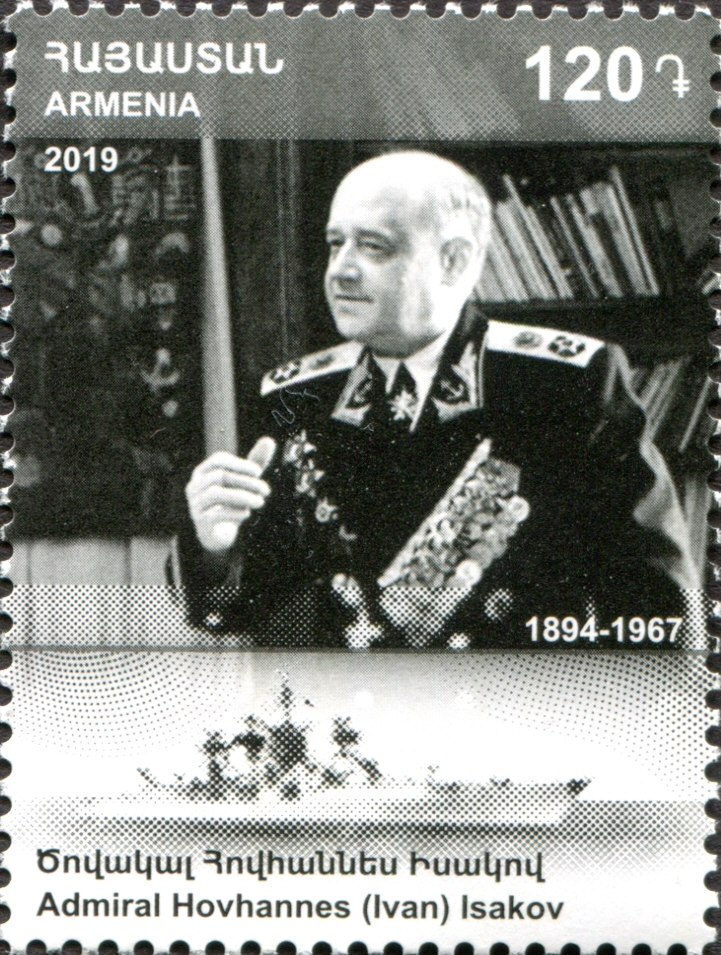
Isakov trên tem 2019 của Armenia

Năm 1957, Isakov được chuyển sang công tác Tổng Thanh tra Bộ Quốc phòng. Từ thời gian này, ông giành nhiều thời gian cho công tác học thuật. Trước đó, từ khi còn là một giảng viên của Học viện Quân sự Hải quân Liên Xô, Isakov đã dành nhiều thời gian để nghiên cứu chiến thuật và chiến lược của hải quân. Từ năm 1932 đến 1933, ông đã tham gia vào một báo cáo của quân đội Liên Xô, trong đó kiểm tra hải quân Đức, đặc biệt là tàu ngầm, chiến thuật được sử dụng trong các trận chiến trong Thế chiến thứ nhất. Ông đã nhận được bằng Tiến sĩ khoa học (Doktor nauk) của mình vào năm 1937 sau khi bảo vệ luận án về Chiến thuật điều quân các lực lượng Đức thuộc Hải quân Đế quốc Nhật Bản trong Trận Thanh Đảo năm 1914.
Năm 1947, Isakov được bổ nhiệm làm biên tập viên và chủ tịch của bộ sách The Atlas of the Sea, một tác phẩm gồm ba tập về biểu đồ các tuyến hải quân, lập bản đồ đáy biển và cảnh quan vật lý của đại dương và lịch sử chiến tranh hải quân. Công việc tiếp tục nhận Giải thưởng Stalin năm 1951.
Các vị trí uy tín khác mà Isakov tiếp tục nắm giữ là biên tập viên và cố vấn trong ban biên tập Đại bách khoa toàn thư Xô Viết. Năm 1958, ông trở thành Viện sĩ Viện Hàn lâm Khoa học Liên Xô. Isakov trở thành thành viên của Hội Nhà văn Liên Xô năm 1964.
Theo sắc lệnh của Xô viết Tối cao Liên Xô ngày 7 tháng 5 năm 1965, "Vì khả năng lãnh đạo của quân đội, lòng dũng cảm và chủ nghĩa anh hùng trong cuộc chiến chống quân xâm lược Đức Quốc xã, và kỷ niệm 20 năm chiến thắng trong Chiến tranh Vệ quốc vĩ đại", Đô đốc Hải quân Liên Xô Isakov được trao tặng danh hiệu Anh hùng Liên Xô.

## Nhận định và di sản

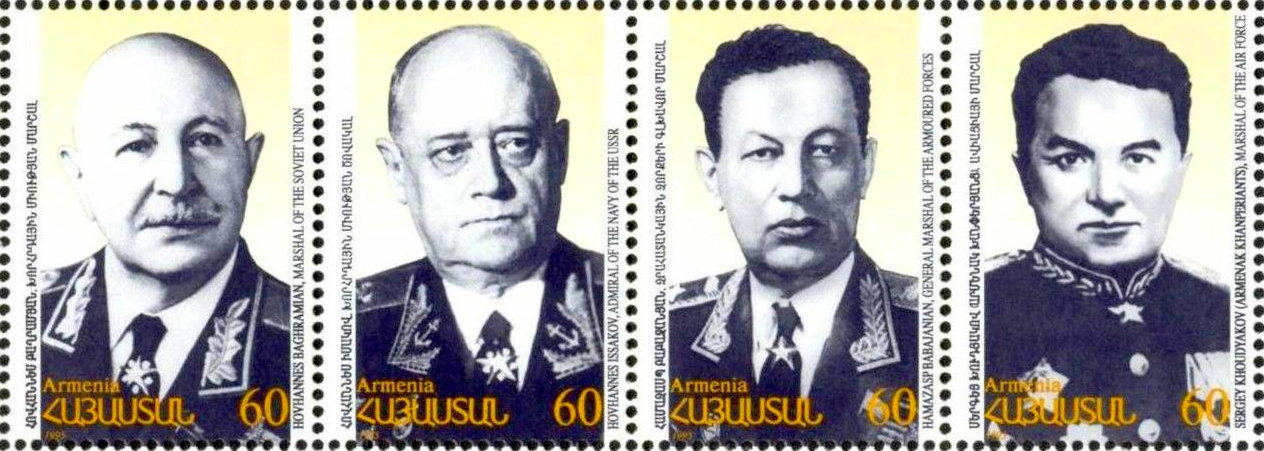
Tem anh hùng Armenia trong Thế chiến thứ hai: Bagramyan, Isakov, Babadzhanian, Khudyakov.

Là một chỉ huy hải quân, Isakov đã được một nhà sử học quân sự mô tả là "nhiều chất hải quân hơn là một nhà lý luận". Viện sĩ hàn lâm Abraham Alikhanov đã ghi lại một nhận định của Stalin về ông: "Đồng chí Isakov, một đô đốc thực sự của hải quân. Khéo léo, tuy không có chân, nhưng có một cái đầu mạnh mẽ."
Là một người Armenia được Nga hóa, thế giới quan và nhận dạng cá nhân của Isakov có thể được mô tả như một người Nga vĩ đại thay vì của Liên Xô.
Cả Liên Xô và Armenia đã phát hành tem bưu chính dành riêng cho Isakov. Một đại lộ ở Yerevan được đặt theo tên ông, cũng như một tàu tuần dương cũ của Liên Xô và một tàu khu trục Nga đang có kế hoạch đóng.

## Danh hiệu và giải thưởng
Liên Xô
- Anh hùng Liên Xô (1965)
- Huân chương Lenin, sáu lần
- Huân chương Cờ đỏ, ba lần
- Huân chương Ushakov, hạng 1, hai lần (1944 và 1945)
- Huân chương Chiến tranh án quốc, hạng 1
- Huân chương Sao đỏ
- Giải thưởng Stalin

Ngoại quốc
- Huân chương Giải phóng Dân tộc (Nam Tư)
- Huân chương Ngôi sao Du kích, hạng 1, hai lần (Nam Tư)
- Huân chương Thánh giá Grunwald (Ba Lan)

## Lược sử quân hàm
- Hạm trưởng bậc 1 (Капитан 1-го ранга, 31/5/1936)
- Chỉ huy hạm đội bậc 2 (Флагман 2-го ранга, 1/9/1937)
- Chỉ huy hạm đội bậc 1 (Флагман 1-го ранга, 17/2/1938)
- Đô đốc (4/6/1940)
- Đô đốc hạm đội (31/5/1944)
- Đô đốc Hải quân Liên Xô (3/3/1955)

## Tác phẩm
Isakov đã viết một vài cuốn sách, chủ yếu là về chiến tranh hải quân 